# Euphorbia cristata
Euphorbia cristata är en törelväxtart som beskrevs av Benjamin Heyne och Albrecht Wilhelm Roth. Euphorbia cristata ingår i släktet törlar, och familjen törelväxter. Inga underarter finns listade i Catalogue of Life.